# In Our Lifetime (Texas)
In Our Lifetime è un singolo del gruppo musicale scozzese Texas, pubblicato l'8 marzo 1999 come primo estratto dal quinto album in studio The Hush.

## Descrizione
Il brano fece parte della colonna sonora della commedia romantica del 1999 Notting Hill.

## Tracce
CD1 (MERCD 517)
1. In Our Lifetime – 4:10
2. In Our Lifetime (Jules' Disco Trip Mix) – 6:32
3. In Our Lifetime (Return To Tha Dub Mix) – 6:12

CD2 (MERDD 517)
1. In Our Lifetime (Enhanced Version) – 4:10
2. Love Dream #2 – 4:19
3. In Our Lifetime (Aim Mix) – 4:28

## Classifiche[4]
| Classifica(1999)       | Massima posizione |
| ---------------------- | ----------------- |
| Official Singles Chart | 4                 |